# Стевен Ванакере
Стевен Ванакере (нар. 4 лютого 1964 р. у м. Вефельгемі, Бельгія — бельгійський політик, член Фламандської християнсько-демократичної партії. (CD&V). Був заступником прем'єр міністра Бельгії та Міністром закордонних справ та інституційних реформ при ІІ уряді Летерма.
Він є сином Лео Ванакере, який будував політичну кар'єру як член Палати представників Парламенту Бельгії, став губернатором провінції Західна Фландрія у 1979 р. Його дід, Ремі Уоллейс, також був Сенатором і колишнім мером Вефельгему.

## Академічна кар'єра
Стевен Ванакере здобув середню освіту у Коледжі Святого Альберта у м. Хаасроде, де його профілюючими предметами були латинська мова та математика. Він отримав диплом магістра права в Університеті Левена в 1987 році і диплом магістра економічних наук в тому ж університеті, через рік. Має диплом бакалавра політичних наук. Упродовж 1986—1987 навчального року він займав пост президента Студентської асоціації права і Фламандський юридичного товариства у Левені.

## Професійна кар'єра
Він розпочав свою кар'єру у Кредитбанку (КВС) у 1987 р., але згодом приєднався до CEPESS, Дослідницького центру тодішньої Християнсько-демократичної партії, CVP–PSC, де у 1988 р. став політичним радником її лідера — Германа Ван Ромпея. У 1991 р. його було призначено Заступником голови штабу Джоса Хаберта — міністра Брюсселю, а з 1995 по 1999 він займав пост Голови штабу. З 1993 по 2000 працював Генеральним директором Порту Брюсселю та з 2000 по 2005 — заступником генерального директора MIVB, громадської траснпортної компанії Брюсселю.
У 2005 Стевен Ванакере та Кесі Беркс, тодішні члени Парламенту Фландрії у співавторстві з колишнім Міністром-Президентом Фландрії Івом Летермом опублікували книгу «Vergrijzing en Verkleuring [Старіння та зміна населення]», у якій він порушив питання про «старіння нації». Він був головою виконавчого комітету партії CD&V і разом із тодішніми членами Палати представників Германом ван Ромпеєм, та Гретою Д'хондт, а також членом Парламенту Фландрії Коеном Ван ден Хойвелем написав [Соціально-Екомномічну Альтернативу] — контрпропозицію до Пакту про населення коаліції Ферхофштадта у складі Соціалістичної та Ліберальної партій.

## Парламентська кар'єра
- 13 червня 2004 — 28 липня 2007: став членом Парламенту Фландрії на виборчому окрузі Брюсселя.
- 7 червня 2009 — 13 червня 2010: обраний до Парламенту Брюсселя, але згодом замінений nl (Бріджитт де По) у зв'язку з його міністерськими повноваженнями.
- з 13 червня 2010: федеральний представник Палати представників на виборчому окрузі Брюссель-Халле-Фільфоорде.

## Муніципальні призначення
- З 10 жовтня 2006: член міської ради Брюсселю.
- 1 грудня 2006 — 28 червня 2007: олдермен міської ради Брюсселю, відповідальний за економіку та торгівлю, порт, закупівлі та справи Фландрії.

## Міністерські призначення
З 28 червня 2007 року по 30 грудня 2009 Ванакере служив міністром добробуту, охорони здоров'я та сім'ї Фландрії при уряді Пітерса-І.
З 30 грудня 2008 року по 25 листопада 2009 Стівен Ванакере служив Федеральним віце-прем'єром і міністром у справах державної служби, державних підприємств та інституційних реформ в уряді Ван Ромпея.
З 25 листопада 2009 року по 6 грудня 2011 Ванакере був заступником прем'єр-міністра Бельгії, міністром закордонних справ та інституційних реформ в II уряді Летерма.
З 6 грудня 2011 Ванакере обіймав посаду заступника прем'єр-міністра і міністра фінансів та сталого розвитку в уряді ді Рупо. 5 березня 2013 Стівен Ванакере залишив пост заступника прем'єр-міністра і міністра фінансів та сталого розвитку після того, як він був звинувачений у брехні до парламенту про своє знання фінансової угоди між конфедерацією християнських мігрантів і Белфіусом. На посаді прем'єр-міністра його було замінено заступником міністра оборони Пітером де Кремом, і як міністра фінансів Коеном Ґінсом.